# Матей Казійський
Матей Іліянов Казійський, чи Матей Казійські (болг. Матей Илиянов Казийски; нар. 23 вересня 1984, Софія) — болгарський волейболіст, догравальник, у минулому — гравець італійського клубу «Трентіно Воллей» (Ітас Трентіно) та національної збірної Болгарії. Володіє дуже високим стрибком і сильною подачею.

## Життєпис
Народжений 23 вересня 1984 року в Софії.
Напередодні Олімпіади-2012 покинув національну команду, підтримавши головного тренера Радостіна Стойчева в конфлікті з президентом Федерації волейболу Болгарії Данчо Лазаровим. Тренер звинувачував чиновника у фінансових махінаціях, а останній тренера — у завищених фінансових вимогах.
Грав у клубах «Славія» (Софія, 1998—2002, 2004—2005), «Нафтохімік» (Бургас, 2002—2004), «Динамо» (Москва, 2005—2007), «Ітас Діатек Трентіно» (2007—2013), «Галкбанк» (Анкара, 2013—2014), «Energy T.i. Diatec Trentino» (2014—2015), «Ар-Райян» (Катар, 2014), JTEKT Stings (Японія, 2015—2018, 2019—2020). Сезон 2018/2019 починав у польському клубі «Сточня» (Щецин), а після його банкрутства перебрався до «Кальцедонії» (Calzedonia Verona, Верони, Італія).
Весною 2021 року стало відомо, що Матей має намір змінити клуб. Його хотів, зокрема, підписати ВК «Sir Safety Umbria Volley» з Перуджі, клуб, де грає Олег Плотницький.

### Рекорди
Встановив кілька рекордів:
- володіє дуже високим стрибком: за одними даними — 3,93 м, що є найвищим стрибком в історії гри[6][7] (за іншими даними — 3,79 м)[8];
- також — сильною подачею: під час однієї з ігор м'яч набрав швидкости 132 км/год[8].

### Досягнення
зі збірною
- бронзовий призер чемпіонату світу-2006, чемпіонату Європи-2009 і Кубка світу-2007

клубні
- чемпіон Італії: 2008, 2011, 2013, 2015, 2023
- володар Суперкубка Італії 2021

особисті
- MVP Суперкубка Італії 2021